# 海野幸徳
海野 幸徳（うんの ゆきのり、1879年6月2日 - 1955年1月25日）は、日本の社会事業理論家、優生学者。

## 略歴
東京・九段に、数学者・海野幸明の子として生まれる。東京若松専門学校政治経済科卒業。1903年、ドイツ系の貿易会社・横浜セールに入社。1907年、古屋寿会に移り、1910年『日本人種改造論』を著す。同書は日本で初めて本格的に優生学を導入した書とされる。以後、『中央公論』、『太陽』、『日本及日本人』などを含む雑誌に大量の文章を発表する。1912年にアメリカ合衆国に1年間留学し、スタンフォード大学・シカゴ大学で社会学、社会事業について研究する。1917年に古屋寿会を退職。1919年に「優生学の界限に就いて」を記した後、優生学と距離をおく一方、社会事業理論家としての活動を開始。『横浜貿易新報』の客員論説員を経て、仏教大学（のち龍谷大学）教員となる。『社会事業概論』（1927年）や『社会事業学原理』（1930）などの理論書を執筆したほか、社会事業雑誌にも頻繁に論説を発表した。1924年には、建仁寺大統院に設けた海野社会事業研究所が火災にあい、5000冊の書物を失った。1928年、関西社会学院（現・関西学院大学）講師に就任。1930年にはマルクス主義に傾斜する社会事業青年を攻撃する論著を発表し、逆に様々な社会事業雑誌でバッシングを受けた。1931年に立命館大学法学部・経済学部講師、1932年に同志社大学文学部講師・龍谷大学専門部講師に就任。戦中は再び優生学への関心を強めたが、戦後には優生学への言及はない。1952年に龍谷大学文学部教授就任。1953年に『厚生学大綱』を著す。

## 著書
- 『日本人種改造論』冨山房、1910年
- 『血統と第二国民改造』出版社不明、1911年
- 『興国策としての人種改造』博文館、1911年
- 『進化学講義』出版社不明、1912年
- 『男女と生活（性の社会学的及び優生学的研究）』出版社不明、1913年
- 『俸給生活者問題』堂徳堂、1920年
- 『現代人の恋愛思想』内外出版、1924年
- 『輓近の社会事業』内外出版、1924年
- 『学校と活動写真』内外出版、1924年
- 『児童保護問題』内外出版、1924年
- 『児童と活動写真』表現社、1924年
- 『現代の青年運動』内外出版、1924年
- 『隣保事業と融和問題』中央融和事業協会、1926年
- 『方面委員制度指針』内外出版、1927年
- 『社会事業概論』内外出版、1928年
- 『方面事業取扱方法』内外出版、1928年
- 『貧民生活の研究』内外出版、1928年
- 『社会事業要領』内外出版、1929年
- 『農村社会事業指針』内外出版、1929年
- 『社会事業とは何ぞや』内外出版、1929年
- 『貧民事業要領』内外出版、1929年
- 『社会事業研究の手引』内外出版、1930年
- 『社会事業経営指針』内外出版、1930年
- 『社会事業学原理』内外出版、1930年
- 『社会事業の左傾思潮』内外出版、1930年
- 『階級闘争の研究』赤炉閣書房、1931年
- 『社会政策概論』赤炉閣書房、1931年
- 『日本社会政策史論』赤炉閣書房、1931年
- 『閥の偶像』赤炉閣書房、1931年
- 『次の社会』赤炉閣書房、1931年
- 『貧乏と奴隷』赤炉閣書房、1931年
- 『病院社会事業』恩賜財団済生会、1931年
- 『社会の偶像』赤炉閣書房、1931年
- 『厚生学大綱』関書院、1953年